# Hrtkovci
Hrtkovci (cyr. Хртковци) – wieś w Serbii, w Wojwodinie, w okręgu sremskim, w gminie Ruma. W 2011 roku liczyła 3036 mieszkańców.